# Giacomo Medici
Pour les articles homonymes, voir Giacomo Medici (marchand d'art).
Giacomo Medici, marquis del Vascello (né à Milan le 15 janvier 1817, mort à Rome le 9 mars 1882 est un militaire et un homme politique italien.
Il est l'un des plus talentueux et constants officiers de Giuseppe Garibaldi. On le retrouve préfet de Sicile, puis vainqueur de la troisième guerre d'indépendance de l'Italie. En politique, il assume un rôle de premier plan dans le nouveau Royaume d'Italie.

## Biographie
Giacomo Medici naît à Milan, ville où il grandit et vit jusqu'à son exil au Portugal qui débute en 1836. Il y combat les Carlistes à Porto pendant quatre ans avec son père qui a émigré avec lui. Il s'installe à Londres en 1840, où il prend contact avec le mouvement de la Giovine Italia de Giuseppe Mazzini dont il fait la connaissance. L'écho des mouvements insurrectionnels en Amérique latine le conduit en Uruguay, où il fait la connaissance de Garibaldi à Montevideo en 1846.

### La première guerre d'indépendance
Lorsque les nouvelles de réformes de Pie IX et Charles-Albert arrivent, Medeci et Garibaldi rentre en Italie d'abord à Nice, puis à Gênes, où ils débarquent le 29 juin 1848 depuis le navire Bifronte, rebaptisé Speranza (espoir). 

La même année Medici (non démuni de sympathie pour une Italie fédérale) suggère à Garibaldi de se rendre à Milan pour offrir ses services au gouvernement provisoire de Lombardie qui remplace l'administration autrichienne. Les deux hommes arrivent à Milan, le 14 juillet. Au cours des jours suivants, ils organisent, dans la caserne de San Francesco, le bataillon Anzani, du nom du colonel Francesco Anzani, ancien commandant en second de la légion italienne de Montevideo, mort de maladie quelques jours avant de l'arrivée à Gênes, bataillon composé de volontaires sous le commandement de Medici. Il accomplit avec Garibaldi la totalité de la campagne de la première guerre d'indépendance.
En 1849, Medici arrive à Rome avec Garibaldi, à la tête de la Legione Medici, composée de trois cents Lombards, étudiants ou cadets de famille noble ou bourgeoise.

Lorsque, le 28 juin, les Français du maréchal Nicolas Charles Oudinot attaquent les positions hors des murs de Rome, occupant la villa Corsini, le casino des Quattro Venti et la villa Pamphili, Medici réussit à résister à l'avant-poste du Vascello, près de la porte San Pancrazio.
Le gouvernement de la République romaine lui attribue la médaille d'or de la valeur militaire : un honneur partagé avec Garibaldi, Luciano Manara (pour la défense de la villa Spada) et Giacinto Bruzzesi (pour la défense des Monti Parioli).

### La seconde guerre d'indépendance
En 1859, Medici est engagé dès le début dans l'organisation des chasseurs des Alpes. Le 20 mars, il est promu lieutenant-colonel et reçoit le commandement avec Nicola Arduino de deux dépôts créés à Savillan, le 29 mars et le 7 avril. Il est placé à la tête du second des deux premiers régiments des chasseurs des Alpes.
Pendant la seconde guerre d'indépendance, Giacomo Medici se distingue lors de la bataille de Varèse, il participe à la bataille de San Fermo et mène l'avant-garde dans les opérations de la Valteline puis la libération de Bormio.

### L'expédition des Mille

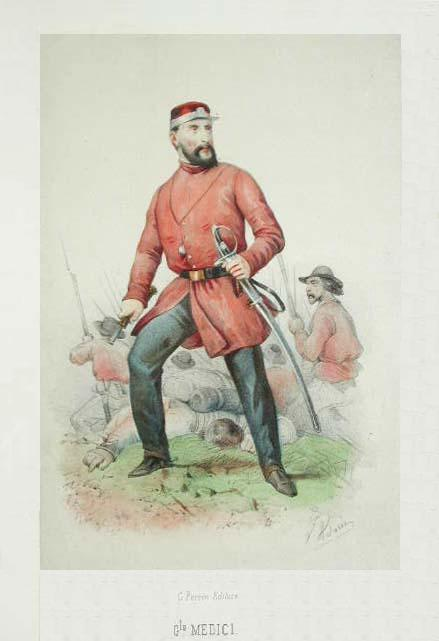
Medici lors de l'expédition des Mille.

Le 4 mai 1860, Medici signe, à Turin et en présence du notaire Gioachino Vincenzo Baldioli, le contrat par lequel Raffaele Rubattino cède les deux bateaux à vapeur Piemonte et Lombardo, qui sont utilisés pour l'expédition des Mille.
Le 9 juin, il part de Gênes pour la Sicile à la tête de la seconde expédition afin de renforcer les Mille avec 900 volontaires. Intercepté le soir du 10 par la frégate des Bourbons Fulminante, le navire est remorqué jusqu'à Gaète. Le 4 juillet, Medici et environ 2 000 volontaires se rembarquent à Cornigliano pour la Sicile sur des navires battant pavillon américain et arrivent le 17 à Castellammare del Golfo.
Durant l'année 1860, il prend part à la bataille de bataille de Milazzo, contraint Messine à se rendre après un siège de huit jours et participe à la bataille du Volturno.

### Sa carrière militaire dans l'armée royale
Incorporé dans l'armée royale, il est nommé commandant militaire de la place de Palerme, où il facilite l'entreprise garibaldienne à l'Aspromonte en 1862 et il adresse une supplique à Victor-Emmanuel II et à Urbano Rattazzi afin qu'ils ne s'interposent comme ce sera la cas.
Filippo Antonio Gualterio est nommé préfet de Palerme, il reste en place de 1865 à 1866. Medici conduit une série d'opérations militaires dans les quatre provinces de la Sicile occidentale. La très dure répression conduit, en six mois, à l'arrestation de 2 384 hommes et 180 femmes dans la seule province de Palerme. En février 1866, il est candidat dans la circonscription de Messine face à Giuseppe Mazzini lequel est déjà élu mais dont l'élection est annulée par le gouvernement piémontais. Medici perd les élections qui confirment Mazzini.

### La troisième guerre d'indépendance
En 1866, Medici commande la colonne de L'armée royale qui envahit le Trentin depuis Padoue, longeant la Valsugana, jusqu'aux portes du Trentin. Pour son action, il est nommé grand officier de l'Ordre militaire d'Italie.

### La préfecture de Palerme

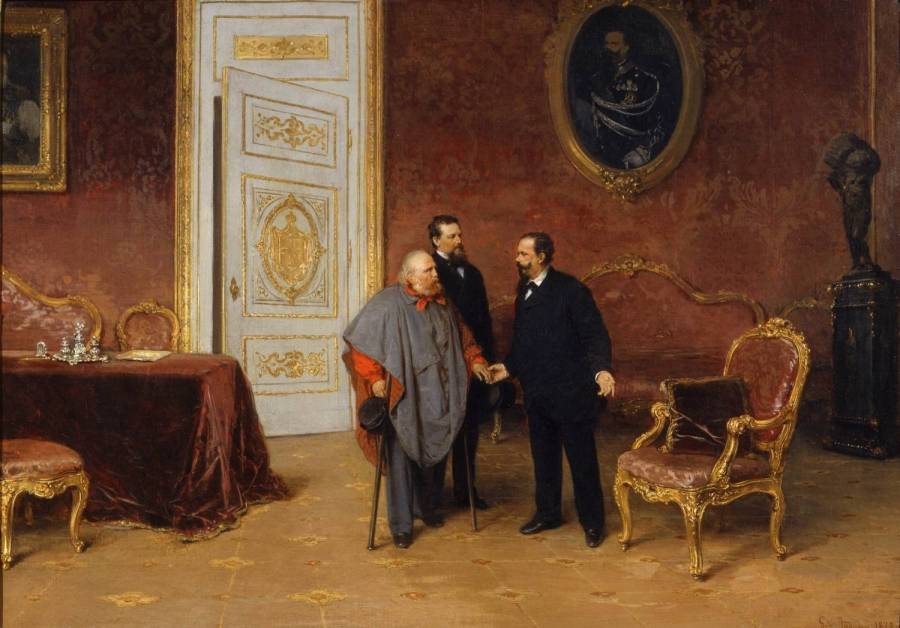
Garibaldi et Medici rencontrent Victor-Emmanuel

En 1868, après la dure répression de la révolte par le général Cadorna à Palerme, Medici retourne à Palerme comme préfet avec les pleins pouvoirs exceptionnellement élargis et avec la pleine confiance du roi. Il y reste jusqu'en 1873. Il est accusé d'avoir autorisé des accords avec la mafia, en particulier en raison de ses liens avec le commissaire Giuseppe Albanese. Il devient pour l'opinion publique un allié de la mafia au point de faire l'objet de mandat d'arrêt par le procureur du roi, puis démissionnaire, Diego Tafani.
À Palerme, il rencontre et épouse une noble anglaise Lady Ingham, veuve de son premier mari, Lord Ingham-Whitaker (dont le grand-père a inventé le marsala) et propriétaire de l'immeuble transformé en l'actuel Grand Hôtel et des Palmes, via Roma à Palerme.

### La carrière politique
Medici est nommé par Victor-Emmanuel, sénateur le 2 juin 1870 et en 1876, marquis de Vascello et premier aide de camp du roi.
Il fut membre de la franc-maçonnerie.

## Distinctions
| : grand officier de l'ordre militaire de Savoie |

| : médaille commémorative des Mille de Marsala |

| : médaille commémorative des campagnes des Guerres d'Indépendance |

| : médaille du souvenir de l'Unité d'Italie |

## Sources
- (it) Cet article est partiellement ou en totalité issu de l’article de Wikipédia en italien intitulé « Giacomo Medici » (voir la liste des auteurs).